# Smidstrupgård
Smidstrupgård er et landsted og proprietærgård ved Øresund nær Vedbæk, hvorfra Smidstrup Slot blev udstykket. Smidstrupgård eksisterer stadig, mens slottet er nedrevet. I 1900 var gården på 16 tønder hartkorn, 160 tønder land, deraf 10 park og have og 10 eng.
Slottet blev opført 1867 af arkitekt C.V. Nielsen for overhofmarskal Valdemar Tully Oxholm (1805-76). Det blev købt af kong Georg 1. af Grækenland, der benyttede det som sommerbolig, når han ikke residerede i Bernstorffs Palæ i København.
Senere blev slottet overtaget af Torben Brix Kostskole og var i 1950'erne asylhjem for Dansk Flygtningehjælp.
I 1969 blev slottet nedrevet og parken udstykket til parcelhusområde. På det tidspunkt var en del af taget styrtet sammen. Inden da var selve slotsparken dog blevet naturfredet i 1962.

## Ejere af Smidstrup Slot
Denne liste er ufuldstændig; hjælp gerne med at udfylde den.
- 1846-1857: Daniel Bruhn, skovfoged
- 1857-186?: Ernst greve Moltke til Nørager
- 186?-1866: ?
- 1866-1876: Valdemar Tully Oxholm
- 1888-1911: Kong Georg 1. af Grækenland
- ca. 1920-1949. Generalkonsul Franz Norstrand, Rungsted

55°51′45″N 12°32′44″Ø / 55.86251°N 12.54544°Ø